# Osiedle Zalesie (Rzeszów)
Osiedle Zalesie – osiedle nr XVII miasta Rzeszowa. Według stanu na dzień 10 maja 2019 r. osiedle zamieszkiwały 8522 osoby. Według stanu na 31 października 2019 r. osiedle liczyło 8530 mieszkańców. Stanowi większą część dawnej wsi Zalesie. W jego skład wchodzi także obszar nazywany zwyczajowo Osiedlem Zimowit.
Do głównych ulic osiedla Zalesie wliczają się: ul. Łukasiewicza, ul. Sasanki, ul. Zimowit, ul. Kiepury, ul. Wieniawskiego oraz ul. Robotnicza.

## Liczba mieszkańców w latach 2010-2011
| data                  | liczba osób zameldowanych na stałe i czasowo | źródło |
| --------------------- | -------------------------------------------- | ------ |
| 1 stycznia 2010 roku  | 6232 mieszkańców                             | [ 3 ]  |
| 11 maja 2010 roku     | 6321 zameldowanych na stałe                  | [ 4 ]  |
| 9 listopada 2011 roku | 7355 zameldowanych na stałe lub czasowo      | [ 5 ]  |